# Иргалиев, Асет Арманович
Асет Арманович Иргалиев (род. 18 июня 1987, Костанай, Костанайская область, Казахская ССР, СССР) — казахстанский государственный деятель.

## Биография
Родился 18 июня 1986 года в городе Костанай. Женат

## Образование
Основная специальность — экономист. Владеет казахским, русским, английским, французским и немецким языками. В 2008 году окончил Казахстанский институт менеджмента, экономики и прогнозирования (КИМЭП) со степенью бакалавра в области экономики государственной политики, в том же году в рамках программы по международному обмену окончил Международную школу бизнеса Йонкопинг в Швеции со степенью бакалавра наук в области международной экономики. В 2009 году окончил Йоркский университет в Великобритании со степенью магистра наук в экономике. В 2010 году окончил Ноттингемский университет в Великобритании, где ему была присвоена степень магистра философии в экономике. Награждён медалью «Ерен еңбегі үшін» («За трудовое отличие»).

## Карьера
- С сентября 2010 по январь 2013 года — региональный аналитик по Восточной Европе и Кавказу экономического департамента Европейского банка реконструкции и развития в Лондоне, Великобритания;
- С января 2013 по июнь 2016 года — вице-президент, заместитель председателя правления, первый заместитель председателя правления, председатель правления АО «Институт экономических исследований» Министерства национальной экономики РК;
- С октября по декабрь 2016 года — советник председателя правления АО "НУХ «Байтерек»;
- С декабря 2016 по август 2017 года — советник премьер-министра РК;
- С августа 2017 по сентябрь 2018 года — заведующий центром проектного управления Канцелярии Премьер-Министра РК;
- С сентября 2018 по март 2019 года — вице-министр национальной экономики РК;
- С марта по август 2019 года — заместитель руководителя канцелярии премьер-министра РК;
- С августа 2019 по январь 2021 года — первый вице-министр национальной экономики РК;
- С января 2021 по январь 2022 года — министр национальной экономики Республики Казахстан;
- С января 2022 года по сентябрь 2023 года — председатель Агентства по стратегическому планированию и реформам Республики Казахстан[5].
- С сентября 2023 года по май 2024 года — помощник Президента Республики Казахстан по вопросам экономики[6].
- С мая 2024 года по февраль 2025 года — постоянный представитель Республики Казахстан при Всемирной торговой организации и международных экономических организациях[7].
- С 28 февраля 2025 года — председатель Агентства по стратегическому планированию и реформам Республики Казахстан.